# Емблема Гватемали
Герб Гватемали — один з державних символів Гватемали.
Емблема Гватемали складається з:
- Вінка оливкових гілок — символу перемоги;
- Птах Квезаль (Кетцаль) — символізує свободу;
- Сувій, на якому написано LIBERTAD 15 DE Septiembre DE 1821 (15 вересня 1821 — дата здобуття незалежності Центральної Америки від Іспанії);
- Дві пересічені гвинтівки Ремінгтон з багнетами, що вказують на готовність Гватемали захищатися силою у разі необхідності;
- Два пересічених меча — символізують честь.

Емблема виникла на основі однієї з декоративних композицій, що прикрашали столичний палац з нагоди приходу до влади лібералів у 1871 році. Емблема сподобалася переможцям, тому вони зробили її (з невеликими змінами) державним символом.
Емблема була розроблена швейцарським художником і гравером Жаном-Баптистом Френером, який жив у Гватемалі з 1854 року до своєї смерті у 1897 році. Сучасний вигляд емблема набула у 1968 році.
Емблема поміщена на Прапорі Гватемали. Кетцаль раніше з'явилася на прапорі держави Лос-Альтос, що існувала у Центральній Америці у 1830-х роках.

## Галерея

Емблема Гватемали 1825 року
Емблема Гватемали 1843 року
Емблема Гватемали 1851 року
Емблема Гватемали 1858 року